# Naardermeer

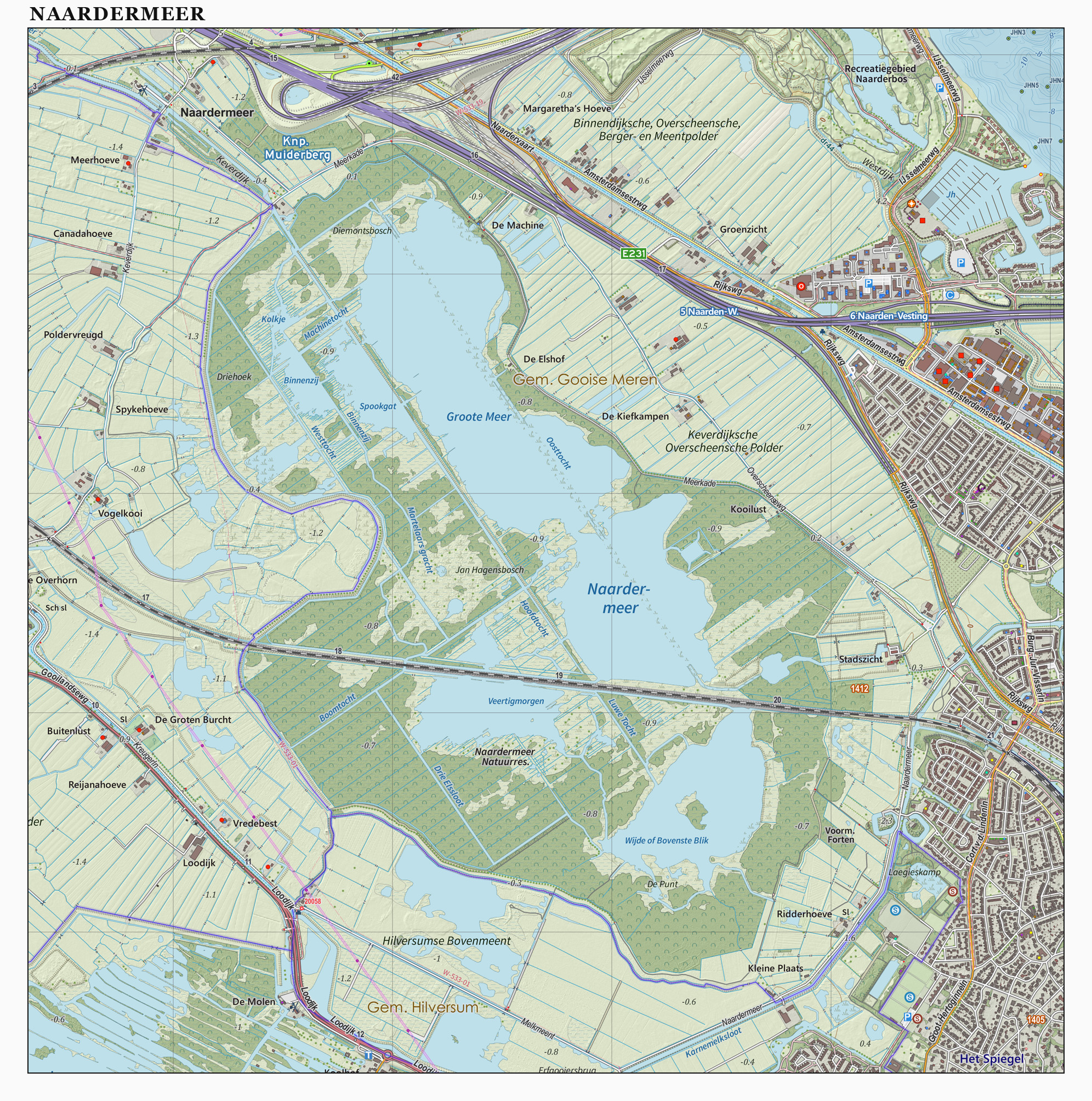
Topografische kaart van het Naardermeer, december 2015

Kaart van de geprojecteerde Naardermeerpolder, 1885, door A.O. Haccou.
Van 1883 tot 1886 werd een groot deel van het Naardermeer droog gemalen door twee enorme stoommachines. De toenmalige eigenaar, waterstaatkundige en Tweede Kamerlid Jan Willem Hendrik Rutgers van Rozenburg hoopte na het droogmalen fortuin te maken. Het experiment mislukte, doordat de intensieve bemaling te duur was.

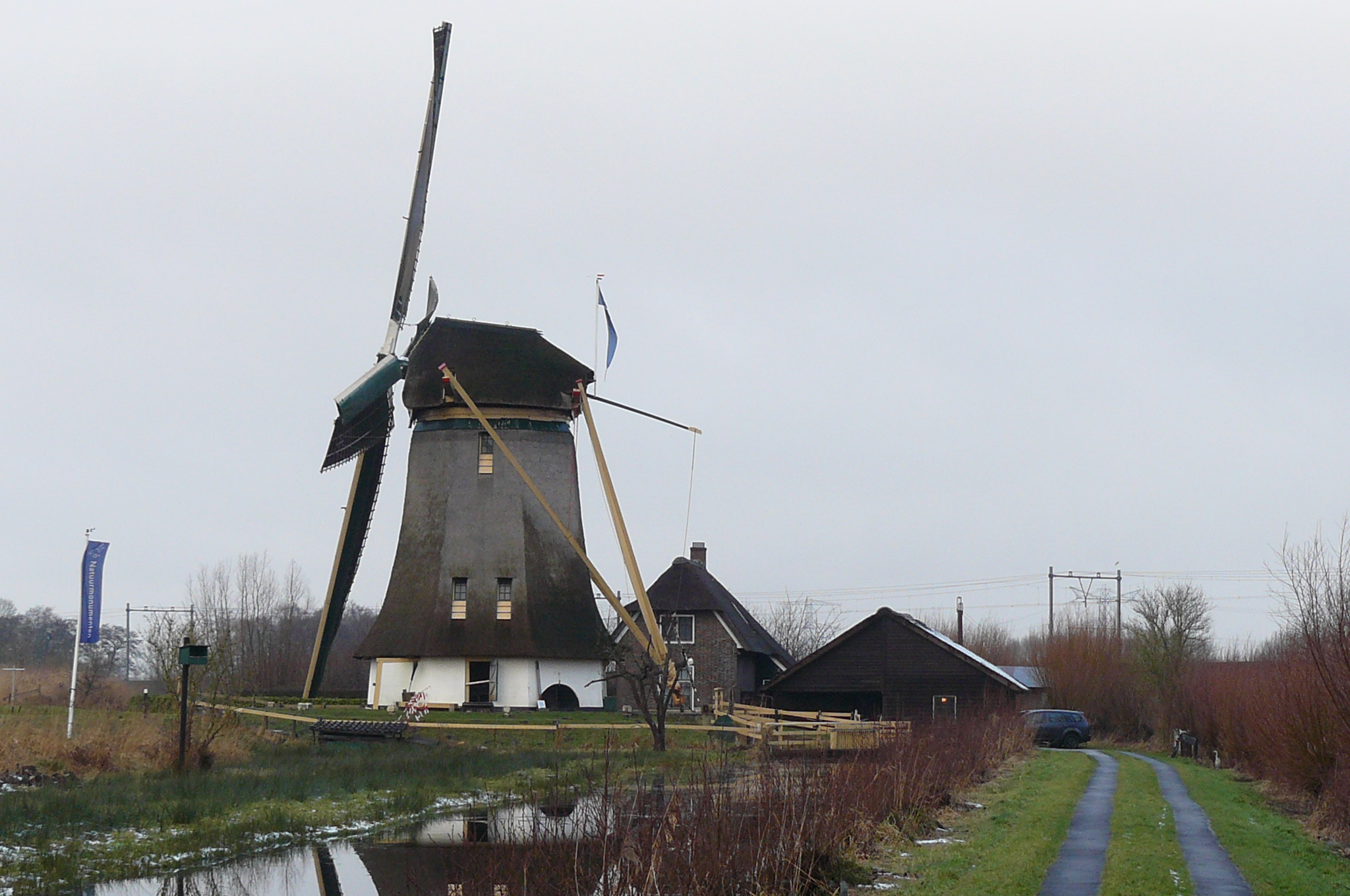
Molen De Onrust

Het Naardermeer is een beschermd natuurgebied aan de noordwestelijke grens van het Gooi, gelegen tussen Muiderberg, Naarden, Hilversumse Meent en Weesp, in de fusiegemeente Gooise Meren. De plaatselijke bevolking spreekt van oudsher over de Naardermeer (van de droogmakerij van het Naardermeer of de Naardermeerpolder). Het is een plassengebied met riet, hooiland en moerasbos. Het biedt plaats aan veel soorten planten en dieren, zoals purperreigers. Het was het eerste gebied dat de Vereniging Natuurmonumenten na haar oprichting in 1906 aankocht om te beschermen, en was daarmee het eerste Nederlandse natuurreservaat. Het Natura 2000-gebied werd op 4 mei 2013 aangewezen, en werd in 2005 onderscheiden met het Europees diploma voor Natuurbeheer.
Het gebied is beperkt toegankelijk voor bezoekers; er zijn georganiseerde wandelingen en vaartochten.

## Voorgeschiedenis

### Het begin
Het Naardermeer behoort tot de weinige wateren in het westen van Nederland met een lange historie en is daarom aardkundig waardevol. De meeste andere huidige wateren in West-Nederland zijn pas enkele eeuwen geleden door turfwinning ontstaan, maar de eerste contouren van het Naardermeer ontstonden al ongeveer 4000 jaar geleden doordat de Vecht, die voor de twaalfde eeuw via moerasgebieden en binnenmeren naar een uitgestrekt Waddengebied stroomde, geregeld buiten zijn oevers trad en daarbij grote stukken uit de venige oevers sloeg.
Midden dertiende eeuw werd de Vecht ingedijkt. Ook langs het Naardermeer werd een aantal dijken aangelegd. Aan de noordzijde de Keverdijk en aan de zuidzijde de Broekdijk. In 1383 werd de verbinding tussen de Vecht en het Naardermeer nabij het gehucht Uitermeer afgedamd door de bouw van de Uitermeerse dam. Hierdoor werd de invloed van de Zuiderzee uitgebannen en was er niet langer sprake van eb en vloed. In een manuscript van het Hof van Holland uit 1567, ontcijferd door Lex Ritman, werd gewezen op de walen (kolkgaten), die bij dijkbreuken binnen de genoemde dijken waren ontstaan in de tijd dat de Zuiderzee via de benedenloop van de Vecht, vooral bij zeewind, vrij spel had. Na deze afdamming begon, aanvankelijk vooral aan de westzijde, verlanding plaats te vinden.

### Droogleggingen
Tussen 1623 en 1629 werd het meer drooggelegd, maar in 1629 werd het weer onder water gezet om Amsterdam te beschermen tegen oprukkende Spaanse troepen. In 1883 werd een nieuwe poging gewaagd het meer droog te malen, maar het bleek te duur om het zware kwelwater uit het Gooi weg te pompen. In 1886 zette men het gemaal weer stil. In het zuidoosten van het meer bleef een gebied wegens de zware kwelstromen buiten de bemaling. In de Bovenste Blik, het gebied achter de Siepeltjeskade, kon zich hierdoor een rijkere begroeiing handhaven. De machinetochten en kavelsloten uit deze tijd zijn nog op veel plaatsen in het meer te herkennen. Een van de molens die voor de drooglegging was gebouwd, De Onrust met bouwjaar 1809, functioneert nog altijd als bemaling van het Naardermeer.

### Stichting natuurmonument
In 1874 werd de Oosterspoorweg tussen Amsterdam en Amersfoort in gebruik genomen. Deze spoorlijn doorsnijdt van west naar oost het Naardermeer.

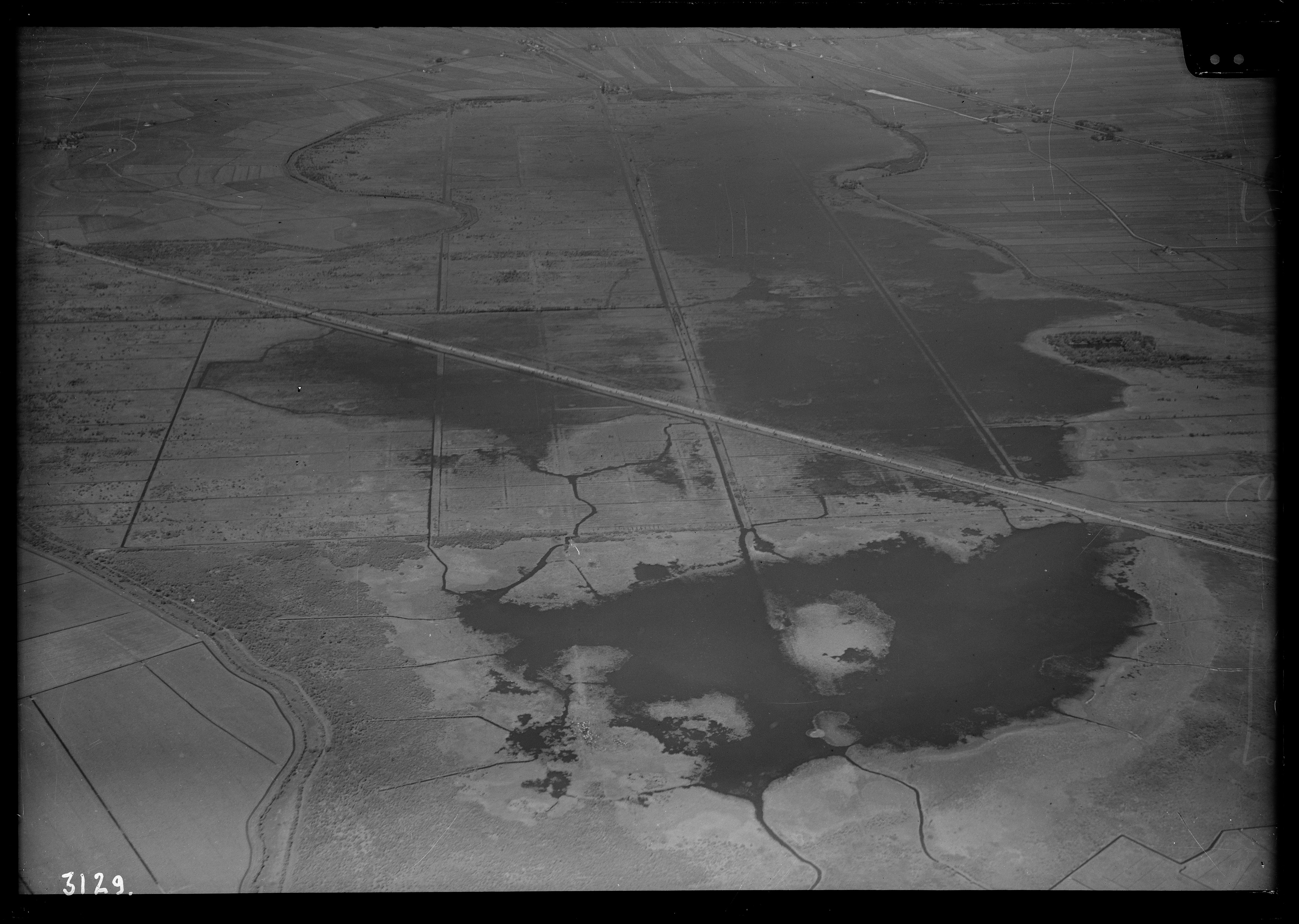
Luchtfoto van het Naardermeergebied in de periode 1920-1940.

Enige decennia later liet de gemeente Amsterdam haar oog vallen op het gebied. Het meer zou gedempt worden en gaan dienen als vuilstortplaats. Het gebied was omstreeks 1900 echter ontdekt als vogelrijk gebied en trok talloze natuurliefhebbers. Tegen het vuilstortplan ontstond veel verzet, aangevoerd door de natuurliefhebbers Jac. P. Thijsse en Eli Heimans. Het leidde ertoe dat in 1905 de Vereniging tot Behoud van Natuurmonumenten in Nederland werd opgericht. De vereniging kocht het gebied in hetzelfde jaar voor ƒ 155.000,-; de rente op de daartoe afgesloten lening werd terugbetaald met de opbrengsten uit jacht, visserij en het snijden van riet.

## Ontwikkelingen na oprichting Natuurmonumenten
Na de stichting van het natuurmonument Naardermeer bleek het geregeld bijzonder lastig te zijn om het gebied te beschermen tegen vervuild water en oprukkende infrastructuur en om voldoende rust, schoon water en migratiemogelijkheden voor dieren te garanderen.

### Natuur en infrastructuur
Het Naardermeer heeft is meermaals in het nieuws geweest als het gaat om de aanleg van infrastructuur. Zo waren er in 1967 plannen voor een wegtracé tussen Knooppunt Holendrecht en Knooppunt Muiderberg, als onderdeel van de latere Rijksweg 6. Dit weggedeelte werd niet aangelegd.
In 1987 werd de Flevolijn geopend, die langs de noordkant van het gebied loopt.
Ten westen van het Naardermeer werd begin 21e eeuw de Gooiboog aangelegd. Om het landschap te ontzien werden de aansluitingen tussen de Oosterspoorweg en de Flevolijn niet met de gebruikelijke fly-overs, maar met dive-unders gerealiseerd.
Een ander plan sneuvelde. Minister van Verkeer en Waterstaat Karla Peijs gaf in 2006 aan om op 1,5 kilometer afstand van het Naardermeer een ondertunnelde verbindingssnelweg (A6-A9) langs dit gebied aan te leggen, om het verkeer tussen Luchthaven Schiphol en Almere beter langs Amsterdam te leiden. Dit leidde tot protesten uit angst voor aantasting van het Naardermeer. De linkse politieke partijen verklaarden zich tegenstander van het plan, terwijl de regeringspartijen CDA en VVD het steunden. In september van hetzelfde jaar zegde de VVD deze steun op; hiermee was het plan van de baan.

### Water en natuur
Ook bleek het in de loop van de tijd moeilijk om voldoende schoon water te garanderen voor het Naardermeer. Omdat de hoeveelheid kwelwater was afgenomen werd om het waterpeil op het gewenste niveau te houden water van buiten het gebied ingelaten. Aanvankelijk gebeurde dat via de molen De Onrust die water van de Utrechtse Vecht inliet. Later werd met een vijzel water van het IJmeer opgepompt nadat fosfaten en andere ongewenste stoffen verwijderd waren. Per dag gaat het om 14.000 m3 water.
In de jaren negentig werden rondom het Naardermeer, in het kader van natuurontwikkeling, enkele in aanmerking komende weilanden gedeeltelijk iets uitgediept, zodat er plassen ontstonden. Omdat het overige, drogere land verruigde, werden runderen als grazers ingezet. Vooral aan de zuidkant van het Naardermeer werd over een relatief grote oppervlakte de waterstand opgestuwd. Daarmee werd voorkomen dat het meer als een vergiet continu aan het leeglopen is. Het zo ontstane plassenlandschap is aantrekkelijk voor allerlei watervogels.

### Faunapassage
Oorspronkelijk had men eind 2006 met de aanleg van een faunapassage in de provinciale weg Weesp - Hilversum willen beginnen. In september 2009 besloot de provincie Noord-Holland de reconstructie van de hierboven genoemde weg te versnellen middels een inpassingsplan. Onderdeel hiervan was de aanleg van een ecologische verbindingszone. Deze 'Natuurverbinding' bestaat uit twee faunapassages, die een waterdoorgang vormen onder de weg tussen het Naardermeer en de Ankeveense Plassen. De oostelijke passage is in 2012 gebouwd en de westelijke was in 2013 klaar. Deze verbinding maakt deel uit van de 'Natte as', een verbinding van alle natte gebieden tussen Biesbosch en Lauwersmeer.

## Kenmerken

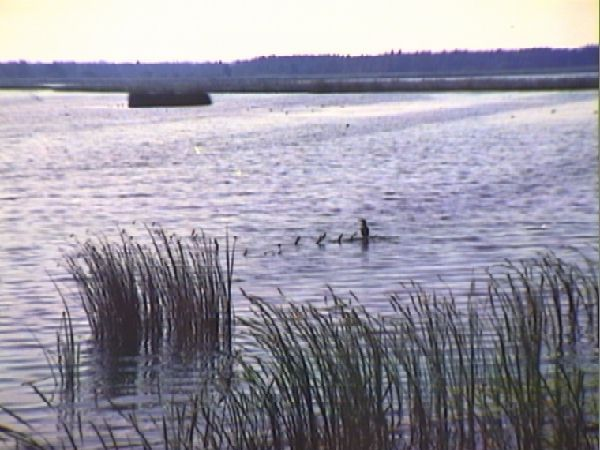
Naardermeer

De bodems rondom het Naardermeer bestaan uit moeras. Verder vanaf het water liggen aan de zuidwestzijde veenbodems en aan de noordoostkant zandige bodems. Het betreft een kwelgebied met kwel vanuit het IJsselmeer, het Gooi en de Utrechtse Heuvelrug.
Het is een gebied met afwisselend plassen, rietlanden en moerasbossen. Dit gebied is net als een gebied bij Tienhoven een van de weinige locaties waar nog actief laagveen groeit. Zonder beheer zou het in korte tijd compleet kunnen veranderen: het (ondiepe) open water zou dichtslibben met riet en moerasplanten; zonder toevoer van water uit onder andere het Gooimeer zou het verdrogen. De aanvoer van kwelwater uit hoger gelegen gebieden in het Gooi is teruggelopen door drinkwaterwinning aldaar.

## Flora en fauna
Het Naardermeer kent een kolonie aalscholvers, purperreigers, grauwe ganzen, kolganzen, rietganzen, diverse eendensoorten en andere watervogels. Af en toe worden er arenden gesignaleerd. Tot 1988 was er ook een kolonie lepelaars. In 2016 werd voor het eerst sinds jaren weer een otter gesignaleerd.
In het water drijven naast waterlelie en gele plomp diverse soorten fonteinkruid, waaronder het zeldzame spits fonteinkruid, verder groot nimfkruid en verschillende soorten kranswieren. Drijvend op het water treffen we velden met krabbenscheer naast drijftillen met onder andere pluimzegge. In de rietlanden groeit vaak moerasvaren als ondergroei en daarnaast mattenbies en lisdodde. Vaak verzuren de rietlanden waarna er veel veenmossen in gaan groeien, vergezeld van soorten als dop- en struikheide, gewoon haarmos en het bijzondere orchideetje eenblad. In de hooi- en weilanden groeien onder meer moeraskartelblad, dotterbloem, koekoeksbloem en pinksterbloem.
De bossen in het Naardermeer zijn gevarieerd en geheel spontaan ontstaan en wekten daarom al vroeg de belangstelling van wetenschappers. Er komen zowel zure berkenbroekbossen voor als de meer bij voedselrijke situaties passende elzenbossen. Al vanaf 1914 is een aantal gebieden in het Naardermeer bestemd als strikt bosreservaat, twee daarvan (Oude Kooi en Driehoek) gelden als speciale referentiebossen binnen het programma bosreservaten in Nederland.

## Bescherming
- Vogelrichtlijn: code NL2000012 - 635 ha - oktober 1986
- Habitatrichtlijn: code NL3000061 - 1152 ha - mei 2003
- Wetlands-Conventie: 752 ha - mei 1980
- IBA: 1120 ha - november 1994